# Margherita Boninsegna
Margherita Boninsegna, connue aussi sous le nom de Margherita da Trento (Marguerite de Trente) ou Margherita da Arco (Marguerite d'Arc), morte à Biella en mai 1307, est une des cheffes du mouvement des Apostoliques. Elle a combattu contre la dissolution de l'Église de Rome.

## Biographie
Issue d'une famille noble de Trente, Margherita Boninsegna est connue à partir de 1303 grâce à Fra Dolcino,  quand elle rejoint les Apostoliques et décide de les suivre dans leur pèlerinage au nord de l'Italie. Devenue la compagne de Dolcino, elle le suit au Piémont, dans les vallées de la Sesia.
Assiégés par les troupes de l'évêque de Verceil, Margherita, Dolcino et d'autres apostoliques résistent pendant plus d'un an dans les montagnes. Capturés, ils sont condamnés à mort en 1307 par l'inquisiteur Bernard Gui. Margherita Boninsegna refuse le mariage qui aurait pu la sauver.
Elle est exécutée sur les rives du Cervo à Biella, sur l'îlot près du pont de la Maddalena (avec Longino Cattaneo de Bergame), en présence de Dolcino. Dolcino est tué à Verceil quelques jours plus tard, le 1er juin 1307.

## Dans la littérature et au cinéma
Margherita Boninsegna est l'un des personnages du roman Le nom de la rose, de Umberto Eco, qui lui donne une fille, Anna.
Elle est interprétée par Greta Scarano dans la série télévisée du même nom.